# Amphipoea grisea
Amphipoea grisea là một loài bướm đêm trong họ Noctuidae.